# 盧仝

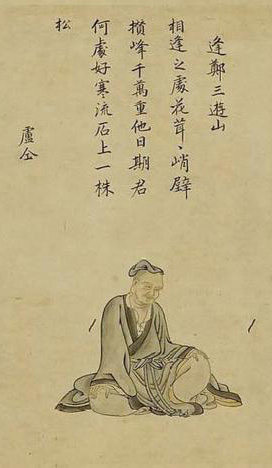
盧仝

盧 仝（ろ どう、795? - 835年）は、中国・唐代末期の詩人。字は不明。号は、玉のような綺麗な川から水を汲み上げ茶を沸かすことから、玉川子（ぎょくせんし）とした。
『七碗茶歌』「走筆謝孟諫議寄新茶」（筆を走らせて諫議大夫の孟氏が新茶を寄せたるを謝す）では、政治的批判と、盧仝の茶への好事家の一面が読み取れる。

## 略伝
范陽郡涿県の出身。出世の志なく、若いときから少室山（現在の河南省鄭州市登封市）に隠棲して学問を究めた。諫議大夫に召されたこともあるが辞して仕えなかった。かつて月蝕の詩を作って元和の逆党（李忠臣をさすとも、宦官の吐突承璀をさすともいわれる）を譏ったところ、韓愈に賞され韓愈もこれにならった月蝕詩がある。甘露の変のとき王涯の邸で会食していたところを巻き込まれ逮捕された。盧仝は宦官一掃の計画となんの関わりもなかったが、問答無用とばかりに殺された。

## 詩
詩は難解で独特。『盧仝集』1巻がある。
| 走筆謝孟諫議寄新茶   |                                         |
| 日高丈五睡正濃       | 日高きこと丈五睡正に濃やかなり          |
| 軍将扣門驚周公       | 軍将門を扣（たた）いて周公を驚かす      |
| 口傳諫議送書信       | 口伝す諫議書信を送ると                  |
| 白絹斜封三道印       | 白絹斜めに封ず三道の印                  |
| 開緘宛見諫議面       | 緘を開けば宛（さな）がら見る諫議の面    |
| 首閲月團三百片       | 首（はじ）めに閲す月団三百片            |
| 聞道新年入山里       | きくならく新年山里に入り                |
| 蟄蟲驚動春風起       | 蟄虫驚動して春風起る                    |
| 天子須嘗陽羡茶       | 天子須く嘗むべし陽羡の茶                |
| 百草不敢先開花       | 百草敢えて先ず花を開かず                |
| 仁風暗結珠琲瓃       | 仁風暗に結ぶ珠琲瓃（しゅばいらい）      |
| 先春抽出黄金芽       | 春に先だって抽出す黄金の芽              |
| 摘鮮焙芳旋封裹       | 鮮を摘み芳を焙ってやや封裹（ほうか）す  |
| 至精至好且不奢       | 至精至好 且つ奢らず                     |
| 至尊之餘合王公       | 至尊の余 王公にかなうに                 |
| 何事便到山人家       | 何事ぞすなわち到る山人の家              |
| 柴門反關無俗客       | 柴門反って関（とざ）して俗客なし        |
| 紗帽籠頭自煎吃       | 紗帽籠頭 自ら煎吃（せんきつ）す         |
| 碧雲引風吹不断       | 碧雲風を引き吹いて断たず                |
| 白花浮光凝碗面       | 白花浮光 碗面に凝る                     |
| 一碗喉吻潤           | 一碗喉吻うるおう                        |
| 兩碗破孤悶           | 兩碗孤悶を破す                          |
| 三碗捜枯腸           | 三碗枯腸をさぐる                        |
| 唯有文字五千巻       | 唯だ有り文字五千巻                      |
| 四碗發輕汗           | 四碗軽汗を発す                          |
| 平生不平事           | 平生不平の事                            |
| 盡向毛孔散           | 尽く毛孔に向かって散る                  |
| 五碗肌骨清           | 五碗肌骨清し                            |
| 六碗通仙靈           | 六碗仙霊に通ず                          |
| 七碗吃不得也         | 七碗吃するを得ざるなり                  |
| 唯覚両腋習習清風生   | 唯だ覚ゆ両腋習習として清風の生ずるを    |
| 蓬萊山在何處         | 蓬萊山いづくにかある                    |
| 玉川子乗此清風欲歸去 | 玉川子 此の清風に乗じて帰り去らんと欲す |
| 山上群仙司下土       | 山上の群仙 下土を司どる                 |
| 地位清高隔風雨       | 地位清高にして風雨を隔つ                |
| 安得知百万億蒼生命   | いずくんぞ知るを得ん百万億蒼生の命      |
| 墮在顚崖受辛苦       | 顚崖に堕在して辛苦を受くるを            |
| 便為諫議問蒼生       | すなわち諫議について蒼生を問う          |
| 到頭還得蘇息否       | 到頭蘇息を得べしや否や                  |